# جمرین
جمرین (به عربی: جمرین) یک منطقهٔ مسکونی در سوریه است که در منطقه مرکزی درعا واقع شده‌است. جمرین ۱٬۰۰۰ نفر جمعیت دارد.